# Grb Republike Konga
Grb Republike Kongo sastoji se od dva afrička slona koji drže žuti štit s valovitom zelenom crtom u sredini. Na štitu je prikazan lav s bakljom. Iznad štita je zlatna kruna na kojoj je napisano službeno ime države Republique du Congo. Ispod štita nalazi se traka s državnim geslom Unité Travail Progrès (Jedinstvo, rad, napredak).